# Temporada da Indy Lights de 2011
A temporada de 2011 da Indy Lights foi a 26ª temporada da série e a décima sancionada pela IndyCar, atuando como a principal série de apoio para a IZOD IndyCar Series. Começou em 27 de março de 2011 em São Petersburgo e terminou em 16 de outubro no Las Vegas Motor Speedway e contou com treze eventos: seis em ovais, um em um percurso de estrada permanente e seis em percursos temporários de rua. O piloto americano Josef Newgarden, da Sam Schmidt Motorsports (atual Arrow McLaren) conquistou o título com 94 pontos em relação a seu companheiro de equipe, o argentino Esteban Guerrieri.
A temporada contou com a primeira corrida de apoio da série não-IndyCar desde o Liberty Challenge de 2007 (no Indianapolis Motor Speedway), quando foi o evento principal no Grande Prémio de Trois-Rivières. Foi o primeiro evento da Indy Lights em Trois-Rivières desde 1998. A série também corre no New Hampshire Motor Speedway pela primeira vez desde 1995 e no novo circuito de rua de Baltimore em apoio ao IndyCars.

## Team and driver chart
- All drivers will compete in Firestone Firehawk–shod, Dallara chassis.

| Team                     | #  | Piloto            | Patrocínio(s)                                  | Corridas       |
| ------------------------ | -- | ----------------- | ---------------------------------------------- | -------------- |
| Sam Schmidt Motorsports  | 3  | Victor Carbone    | Nevoni                                         | Todas          |
| Sam Schmidt Motorsports  | 7  | Esteban Guerrieri | Lucas Oil                                      | Todas          |
| Sam Schmidt Motorsports  | 11 | Josef Newgarden   | Copart/Robo-Pong                               | Todas          |
| Sam Schmidt Motorsports  | 77 | Conor Daly        | Road to Indy                                   | 1-3, 9, 11     |
| Sam Schmidt Motorsports  | 77 | Bryan Clauson     | Road to Indy/Curb Records                      | 4-6, 10, 12-13 |
| Sam Schmidt Motorsports  | 77 | Daniel Herrington |                                                | 7-8            |
| Team Moore Racing        | 2  | Gustavo Yacamán   | Crepes & Waffles                               | Todas          |
| Team Moore Racing        | 22 | Víctor García     |                                                | 1-7            |
| Team Moore Racing        | 22 | Daniel Morad      |                                                | 8              |
| Team Moore Racing        | 22 | Mikaël Grenier    |                                                | 9              |
| Team Moore Racing        | 22 | Brandon Wagner    |                                                | 10, 12-13      |
| Team Moore Racing        | 22 | Tõnis Kasemets    |                                                | 11             |
| Andretti Autosport       | 5  | Stefan Wilson     |                                                | Todas          |
| Andretti Autosport       | 26 | James Winslow     |                                                | 1-4,           |
| Andretti Autosport       | 26 | Peter Dempsey     |                                                | 7-9, 11        |
| Bryan Herta Autosport    | 28 | Duarte Ferreira   | Sonangol Group                                 | Todas          |
| Bryan Herta Autosport    | 29 | Bruno Andrade     | William Rast                                   | 7-9, 11        |
| Davey Hamilton Racing    | 32 | Brandon Wagner    | ChiroRacing.net                                | 4-6            |
| Davey Hamilton Racing    | 32 | Stefan Rzadzinski | West Edmonton Mall                             | 8              |
| O2 Racing Technology     | 36 | Peter Dempsey     | Pulse Lighting                                 | 1-5            |
| O2 Racing Technology     | 63 | Mikaël Grenier    | Cell Safety                                    | 1-4            |
| Team E                   | 17 | Joel Miller       | Skip Barber Racing School                      | 1              |
| Team E                   | 17 | Rusty Mitchell    | Motorola/Petro Communications                  | 3-4, 11-13     |
| Belardi Auto Racing      | 4  | Jorge Goncalvez   |                                                | Todas          |
| Belardi Auto Racing      | 9  | Anders Krohn      | Liberty Engineering                            | Todas          |
| Belardi Auto Racing      | 19 | Jacob Wilson      |                                                | 12-13          |
| Jensen MotorSport        | 12 | Juan Pablo Garcia | Freightliner                                   | 1-4            |
| Jensen MotorSport        | 12 | Eric Jensen       | Pusateri's                                     | 7              |
| Jensen MotorSport        | 12 | Oliver Webb       | ExpoSystems                                    | 8, 11, 13      |
| Jensen MotorSport        | 16 | David Ostella     | Global Precast                                 | Todas          |
| Brooks Associates Racing | 8  | Ryan Phinny       | Race 2 Energy Independence / Dos Lunas Tequila | 3              |
| Willy T. Ribbs Racing    | 32 | Willy T. Ribbs    | Starting Grid Inc.                             | 11             |
| Willy T. Ribbs Racing    | 75 | Chase Austin      | Starting Grid Inc.                             | 4, 6           |
| Goree Multisports        | 44 | Tyler Dueck       | Premier Pacific Developments                   | 8              |